# Coelopleurus exquisitus
Espèce
Coelopleurus exquisitus est une espèce d’oursins de la famille des Arbaciidae.

## Description
Coelopleurus exquisitus est un oursin des grands fonds. Ses radioles (piquants) sont clairsemées, extrêmement longues comparées au corps, de section triangulaire, légèrement courbes et annelées de rouge vif ; son test (coquille) est pour sa part plutôt petit (3–5 cm max) coloré d'un violet tirant vers le rose ; ces couleurs si voyantes sont étonnantes pour un animal vivant ainsi dans le noir complet, et leur fonction n'a pas encore été élucidée.
Même le squelette calcaire du test est très coloré de mauve et d'orange, ce qui fait que le test de cet oursin est l'objet d'un commerce en tant que souvenir ou objet de décoration ; c'est d'ailleurs de cette façon que l'espèce a été découverte par les scientifiques, sur le site eBay,.
Depuis, leur cote sur eBay est passée de 8 à 138 dollars, ce qui inquiète les scientifiques quant à l'avenir de cette espèce fragile.

## Habitat et répartition
Les spécimens connus proviennent de Nouvelle-Calédonie, où ils ont été pêchés entre 240 et 520 m de profondeur, sur des substrats mous (sable, sédiment).
Contrairement à d'autres espèces de ce genre telles que Coelopleurus floridanus, cet oursin n'a encore jamais été observé directement dans son habitat naturel.